# Dicranomyia nigristigma
Dicranomyia nigristigma là một loài ruồi trong họ Limoniidae. Chúng phân bố ở miền Cổ bắc.